# Kolonie Zachodnie
Kolonie Zachodnie – część wsi Nur w Polsce położona w województwie mazowieckim, w powiecie ostrowskim, w gminie Nur. 
Kolonie Zachodnie wchodzą w skład sołectwa Nur.
W latach 1975–1998 Kolonie Zachodnie administracyjnie należały do województwa łomżyńskiego.